# 第二只見川橋梁
第二只見川橋梁（だいにただみがわきょうりょう）は、福島県大沼郡三島町の只見川に架かる東日本旅客鉄道（JR東日本）只見線の鉄道橋である。越後三山只見国定公園に属する。

## 概要
国鉄会津線（現・只見線）の会津柳津駅 - 会津宮下駅間の延伸工事に伴って1940年（昭和15年）に完成し、1941年（昭和16年）に供用開始した。会津西方駅 - 会津宮下駅間の阿賀野川水系只見川に架かる全長190.27 mの橋梁である（外部リンク参照）。
2021年（令和3年）に17施設からなる「只見線鉄道施設群」の1つとして土木学会選奨土木遺産に認定された。

## 構造
単線上路式2径間連続ワーレントラス + 単線上路式プレートガーダー3連の形式であり、トラスは横河橋梁製作所（現横河ブリッジ）製である。
- 1連目：支間長22.30 m
- 2連目：支間長131.20 m（65.60 mｘ2）
- 3連目：支間長22.30 m
- 4連目：支間長12.90 m

## 周辺
- 国道400号
- 福島県道344号名入西方停車場線
- 国道252号
- 福島県道237号小栗山宮下線
- 歳時記橋（町道）
- 道の駅尾瀬街道みしま宿

## その他
- 只見川に架かる本橋梁は、鉄道ファンやカメラマンの有名撮影ポイントとなっている[4]。